# Tadeusz Sikora (pieśniarz)
Tadeusz Sikora (zm. 14 czerwca 2022) – polski dziennikarz, poeta, kompozytor i pieśniarz związany z opozycją antykomunistyczną w okresie PRL.

## Życiorys
W 1974 został laureatem II nagrody za interpretację w trakcie Ogólnopolskich Spotkań Zamkowych Śpiewajmy Poezję. W czerwcu 1981 wystąpił na XIX Krajowym Festiwalu Piosenki Polskiej w Opolu w ramach „Maratonu Kabaretowego”. W tym samym roku w sierpniu wystąpił również w trakcie I Przeglądu Piosenki Prawdziwej. W okresie PRL związany był z opozycją antykomunistyczną, a jego nagrania ukazywały się na wydawnictwach tzw. drugiego obiegu w tym między innymi Oficyny Fonograficznej CDN, a także emitowane przez Radio Wolna Europa. Nagrania Tadeusza Sikory znajdują się w zbiorach Narodowego Archiwum Cyfrowego
Był autorem znanej pieśni Żołnierzom NSZ.
Należał do Stowarzyszenia Twórców dla Rzeczypospolitej. W 2013 znalazł się na ogłoszonej przez Krzysztofa Czabańskiego liście kandydatów do Nagrody Kongresu Mediów Niezależnych. W 2018 został laureatem Drzwi do wolności Festiwalu NNW.